# エヴドキム・オグネフ
エヴドキム・パブロヴィチ・オグネフ (ロシア語: Евдоким Павлович Огнев、1887年 - 1918年) は、ロシア帝国の軍人、革命家。十月革命の巡洋艦オーロラで「革命の祝砲」を撃ったことで知られる。

## 生涯
ロシア帝国ヴォロネジ県のスタラヤ・クリウシャ村（現在のヴォロネジ州ペトロパヴロフスク地区）に生まれた。
3歳からドン軍管州のヴェリコクニャジェスカヤ村 (現在のプロレタルスク市) に住んだ。
海軍に召集されて1909年からバルチック艦隊の二等兵となった。その後、砲兵学校に入学し、卒業後の1911年、巡洋艦オーロラに配属された。
十月革命の際、ボルシェヴィキの政治委員アレクサンドル・ベリシェフから指示を受けてオーロラの前甲板の大砲から空砲を撃ち、これが冬宮殿への突入の合図となった。
ドン・コサック軍との戦いに参加し、1918年3月 (他の情報源によると4月) に戦死した。ロストフ州クラースヌイ・オクチャブリ集落近くのステップでの戦いの際、クルィサのコサック投降兵によって背後から殺害された。
ロストフ州カザチー・ホムテツ集落の集団墓地に埋葬された。
2015年、オグネフはウクライナ国立記憶研究所発行の「脱共産化法対象者名簿」に掲載された。

## 記念
- 1970年に名付けられたレニングラードのエヴドキム・オグネフ通り (ネヴァ川右岸)[4]。
- 1966年4月23日にオグネフの死の場所に建てられた記念碑
- スタラヤ・クリウシャ (オグネフの故郷) のオグネフ公園
記念碑が建てられた[5]。
- スタラヤ・クリウシャのオグネフ通り
- ヴォロネジのエヴドキム・オグネフ通り
- オグネフが3歳から住んでいたロストフ州プロレタルスク (かつてのヴェリコクニャジェスカヤ村) のオグネフスキー小通り